# Tuğçe Güder

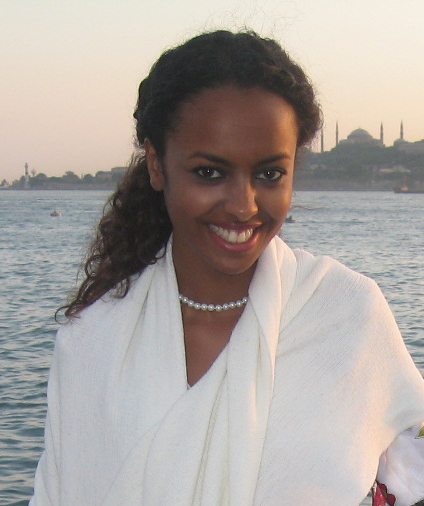
Tuğçe Güder

Tuğçe Güder (* 1984 in Sudan) ist eine türkische Schauspielerin und Model sudanesischer Abstammung.

## Leben und Karriere
Güder wurde in Sudan geboren und von türkischen Eltern adoptiert. In ihrem 17. Lebensjahr fing sie mit dem Modeln an. Ihr Debüt gab sie 2004 in dem Film G.O.R.A. 2005 nahm sie am Wettbewerb Best Model of Turkey teil. Außerdem vertrat sie bei Best Model of the World die Türkei.
2006 bekam sie in der Serie Kız Babası eine Hauptrolle. Sie heiratete 2008 den Restaurantbesitzer Uğur Karas. Nach ihrer Heirat hörte sie mit dem Modeln auf und konzentrierte sich hauptsächlich darauf, wohltätige Arbeit zu leisten. 2013 pilgerte sie nach Mekka und fing an, den Hidschāb zu tragen.

## Filmografie
Filme
- 2004: G.O.R.A.

Serien
- 2006: Kız Babası
- 2021: Sen Çal Kapımı